# 江藤純平 (画家)
江藤 純平（えとう じゅんぺい、1898年3月25日 - 1987年11月16日）は、日本の洋画家。

## 経歴
大分県臼杵市出身。1918年に東京美術学校（現在の東京芸術大学）西洋画科に入学し、岡田三郎助や片多徳郎に師事した。1923年に東京美術学校を卒業した。
1923年の第5回帝展に出品した「アトリエにて」が初入選した。1928年の第9回帝展に出品した「S氏像」と1929年の第10回帝展に出品した「F君の像」は2年連続特選となった。1933年の第14回帝展に出品した「室内裸婦」も特選を受賞した。
1932年ロサンゼルスオリンピックの芸術競技に"The Rugger"（和題不明）を出品した。
1937年に光風会に会員として参加した。1969年の第1回改組日展に「小豆島」を出品し、内閣総理大臣賞を受けた。
1987年11月16日に脳出血のため、東京都三鷹市の杏林大学病院で死去した。第19回日展に出品した「古城址」が絶筆となった。

## 画風
ポール・セザンヌに傾倒し、その影響を受けた。その画風は「セザンヌの草書風」とも評された。